# Mail art

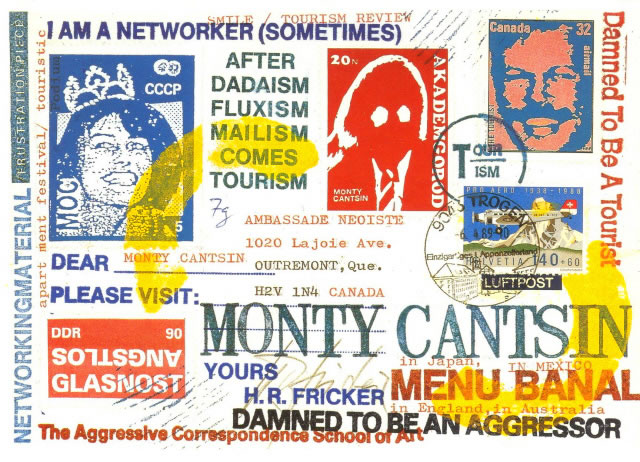
Envelop door H.R. Fricker

Mail Art Postzegel door Guy Bleus en Jean Spiroux

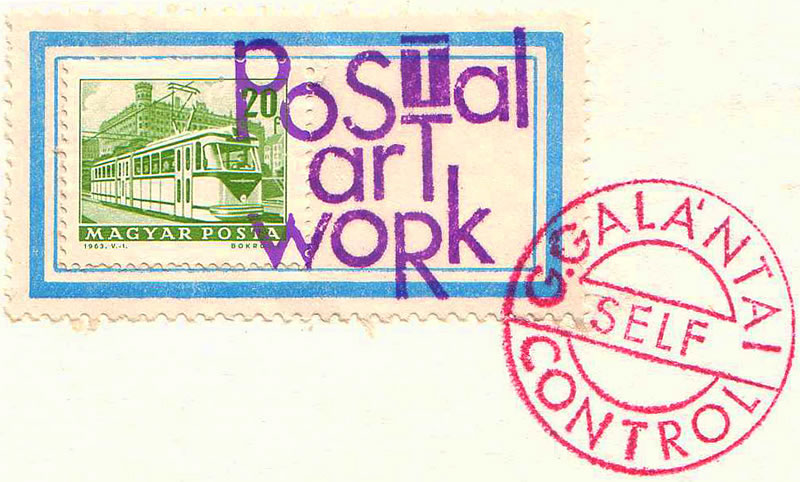
Detail envelop van György Galantai

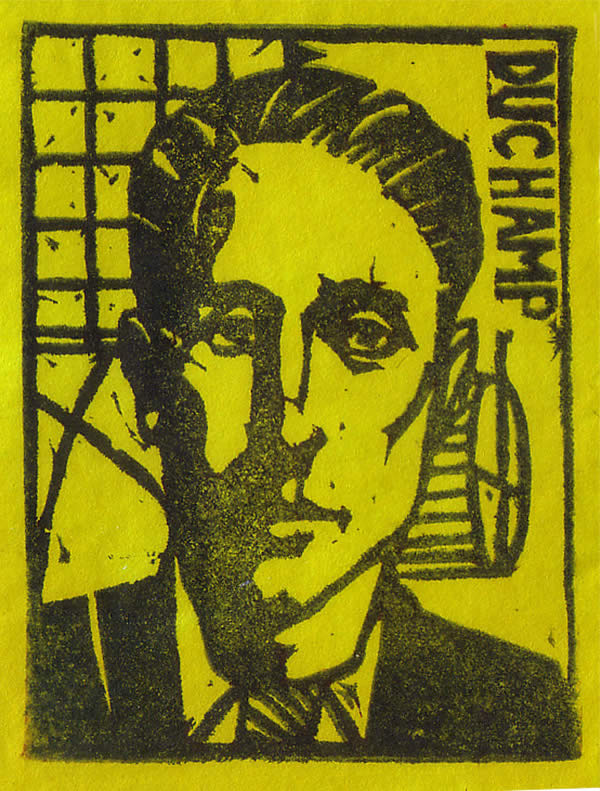
Simon Warren, Paul Jackson: stempel uitgesneden uit vlakgum

Mail art is een vorm van beeldende kunst uit de jaren 1960 waarbij de communicatie per post het medium is.

## Kenmerken en geschiedenis van de mail art
Mail art is een internationaal netwerk tussen duizenden kunstenaars die hun kunstwerken uitwisselen via het medium 'post'. Een directe, mondiale samenwerking en communicatie tussen kunstenaars zonder discriminatie, kunstenaars die kiezen om hun werken niet in eerste instantie te verspreiden via officiële galeries en musea. De uitwisseling onderling (art exchange) tussen kunstenaars staat centraal.
Sinds het ontstaan van de Fluxus-beweging in de jaren 60 van de twintigste eeuw bewandelden sommige kunstenaars alternatieve wegen om hun werk te verspreiden. Ze organiseerden hun eigen mail art projecten met tentoonstellingen daarvan en gaven hun eigen publicaties uit.
Mail art werd oorspronkelijk vaak gemaakt met behulp van stencils, zelfgemaakte stempels, xerografie en fotokopieerapparaten. Kenmerkend waren de veelal kleine formaten op een papieren ondergrond; wat te maken had met de eisen voor verzending per post. Experimenteel ingestelde kunstenaars probeerden alles te versturen waar zij een etiket en een postzegel op konden plakken; de verregaande standaardisering van de afmetingen van poststukken ontstond pas later.
Er zijn verschillende tendensen merkbaar in het mail art circuit. Enerzijds is er de evolutie om steeds meer gebruik te maken van nieuwe communicatie-technologieën. Anderzijds blijft het resultaat van het proces, het eindproduct (artistamp, briefkaarten, miniatuurkunstwerken, mail art objecten, ...) vaak inherent verbonden.
Sinds de uitbraak van Covid-19 kende mail art een sterke heropleving. Tijdens quarantaine zochten heel wat kunstenaars naar alternatieve wegen om hun kunstwerken te delen en uit te wisselen.

## Ontstaan en evolutie
Het wereldnetwerk is voortgekomen uit de interacties van verschillende correspondentie-netwerken. Er zijn heel wat plaatselijke geschiedenissen met verschillende visies en plaatselijke helden. Het is onmogelijk om één enkele kunstenaar aan te duiden als grondlegger voor de genese van het mail art netwerk.
In het begin van deze eeuw vinden we evenementen van het futurisme, Dada, Bauhaus, het surrealisme, etc. waarbij het medium ‘post’ om artistieke doeleinden wordt aangewend. Mail-Art als een mundiale kunststroming is pas ontstaan in de jaren '70, wanneer de innovaties en veelvuldige mogelijkheden van een artistieke ‘global village’ worden onderkend.

## Mail art kunstenaars
https://iuoma-network.ning.com/main/
USA
Ray Johnson - New York Correspondence School
De Amerikaan Ray Johnson stuurde collages naar kunstenaars en vrienden. Een aantal onder hen reageerde op zijn post. Deze actie/reactie wordt de kern van de New York Correspondence School. Een eerste benaming voor een fenomeen dat daarna werd gevoed door sommige Fluxuskunstenaars die ook de post gebruikten om hun kunst te verspreiden. Deze experimenten lagen mee aan de basis van de Do It Yourself attitude van de toekomstige generaties Mail-artkunstenaars.
Melanie Reed, Joel Cohen, Adam Roussopoulos, Coco Muchmore, Jon Foster, Amy Irwin, Nancy Bell Scott
België
Guy Bleus, Carlo Herpoel, Luc Fierens, Lau Wilmet, Sil Dubois, Geert De Decker, Jean-Philippe Gilliot
Duitsland
Lars Schumacher, CutandTear,
Italië
Cristiano Pallara, Vittore Baroni
Japan
Ryosuke Cohen
Nederland
Bart Boumans (stempelkunst) en Ulises Carrion, Ko de Jonge, Ruud Janssen, Litsa Spathi, Francis Lammé
UK
Simon Warren, Ruth Giles

## Tentoonstellingen
Collecties van mail art zijn tentoongesteld in zogenaamde "communicatie-musea" als het 'Museum of Instant Images' en 'The Electronic Museum of Mail Art'. Voorbeelden van mail art worden ook bewaard in kunstarchieven, zoals bijvoorbeeld The Administration Centre - 42.292 (Guy Bleus), het T.A.M. archief (Ruud Janssen), Artpool (György Galántai) of The Verbeke Foundation.
abstract expressionisme
· abstracte kunst
· actionpainting
· After Nature
· Amsterdamse Limburgers
· animisme
· art brut
· art deco
· arte povera
· ASCII-art
· assemblagekunst
· avant-garde
· Bauhaus
· Bergense School
· biomorfische schilderkunst
· bodyart
· Brabants fauvisme
· business-art
· Cobra
· colorfieldpainting
· conceptuele kunst
· concrete kunst
· constructivisme
· dadaïsme
· De Ploeg
· Der Blaue Reiter
· Die Brücke
· digitale kunst
· environment
· De Stijl
· dripping
· existentiële kunst
· expressionisme
· La Jeune Peinture Belge
· fauvisme
· fantasy art
· figuratieve abstractie
· Fluxus
· fotorealisme
· Figuration Libre
· fundamentele kunst
· futurisme
· graffiti
· happening
· hard edge
· hyperrealisme
· informele schilderkunst
· installatiekunst
· intimisme
· Italiaanse transavantgarde
· Japonisme
· jugendstil
· kapitalistisch realisme
· kinetische kunst
· kubisme 
· land art
· Larense School
· lyrische abstractie
· magisch realisme 
· mail art 
· minimal art
· mediakunst
· moderne kunst
· multiplekunst
· muralisme
· naïeve kunst
· neo-dada
· neo-pop
· neo-expressionisme
· neorealisme
· Neue Künstlervereinigung München 
. Nieuwe Fotografie
· nieuwe zakelijkheid
· nieuw realisme
· nieuwe beelding
· nieuwe figuratie
· Nieuwe Haagse School
· Nieuwe Wilden
· noordelijk realisme
· Nul-beweging
· op-art
· orphisme
· outsider art
· pittura metafisica
· plasticisme
· pointillisme
· popart
· Posthoorngroep
· postimpressionisme
· postmodernisme
· precisionisme
· primitivisme
· psychedelische kunst
· purisme
· rayonisme
· situationisten
· sociaal realisme
· socialistisch realisme
· spatialisme
· straatgrafiek
· streetart
· suprematisme
· surrealisme
· symbolisme
· systems art
· tachisme
· Tingatinga
· videokunst
· vorticisme
· Young British Artists
· Zero